# Йохан II (Клеве-Марк)
Йохан II фон Клеве-Марк (на немски: Johann II von Kleve-Mark, „der Kindermacher“, * 13 април 1458, † 15 март 1521) от фамилията Дом Ламарк е от 1481 до 1521 г. 3-ти херцог на Клеве и граф на Марк.

## Живот
Той е най-възрастният син на херцог Йохан I фон Клеве (1419 – 1481) и Елизабет Бургундска (1439 – 1483) от странична линия на династията Валоа-Бургундия, наследничка на Невер, дъщеря на граф Жан II Бургундски.
Йохан II расте в двора на Бургундия и придружава херцог Шарл Дръзки в неговите походи. През 1481 г. наследява Херцогство Клеве и Графство Марк.

## Брак
Йохан II се жени на 3 ноември 1489 г. за Матилда фон Хесен (* 1 юли 1473, † 19 февруари 1505), дъщеря на ландграф Хайнрих III „Богатия“ фон Хесен (1440 – 1483) и Анна фон Катценелнбоген (1443 – 1494), дъщеря на граф Филип I фон Катценелнбоген. Те имат децата:
- Йохан III фон Юлих-Клеве-Берг (1490 – 1539), 4-ти херцог на Клеве, от 1521 г. първият владетел на Обединените херцогства Юлих-Клеве-Берг
- Анна фон Клеве (1495 – 1567), от 1519 г. омъжена за граф Филип III фон Валдек-Айзенберг (1486 – 1539)
- Адолф (1498 – 1525)

Йохан II има вероятно и 63 извънбрачни деца и получава допълнителното име „правач на деца“ (der Kindermacher).